# Ekeryd, Markaryds kommun
Ekeryd är en by som ligger strax norr om Vivljunga i Hinneryds socken i Markaryds kommun
Där finns ett sågverk vid namn Ekeryds Trävaruaffär AB, ett baptistkapell och ett fritidsområde med runt 50 tomter. Där finns också ett mindre privat flygfält, med en asfalterad rullbana.